# ده سراج
ده سراج یک روستا در ایران است که در بخش پاریز واقع شده‌است. ده سراج ۳۳۰ نفر جمعیت دارد.